# Pseudopostega sublobata
Pseudopostega sublobata là một loài bướm đêm thuộc họ Opostegidae. Nó được miêu tả bởi Donald R. Davis và Jonas R. Stonis, 2007. Loài này có ở Costa Rica và Ecuador.
Chiều dài cánh trước là 2.1–2.5 mm. Con trưởng thành bay over much of the year, from tháng 2 đến tháng 10 in Costa Rica và during tháng 1 in Ecuador.